# Attaque de Saint-Paul
Guerres napoléoniennes
Batailles
Campagne d'Allemagne et d'Autriche
- Sacile
- Teugen-Hausen
- Raszyn
- Abensberg
- Landshut
- Eckmühl
- Ratisbonne
- Neumarkt
- Radzymin (en)
- Caldiero
- Dalmatie
- Ebersberg
- Piave
- Malborghetto
- Linz (en)
- Essling
- Sankt Michael
- Stralsund
- Raab
- Gratz
- Wagram
- Korneuburg
- Stockerau
- Gefrees (en)
- Hollabrunn
- Schöngrabern (en)
- Znaïm
- Ölper

Batailles navales
- Martinique
- Sables-d'Olonne
- Île d'Aix
- Walcheren
- Lissa
- Pelagosa

Campagne de l'île Maurice
- Sainte-Rose
- Saint-Paul
- Île Bonaparte
- Grand Port
- Île de France
- Tamatave

Campagne d'Espagne
Rébellion du Tyrol
L'attaque de Saint-Paul fut une opération amphibie des guerres napoléoniennes menée en septembre 1809 par des forces militaires britanniques contre une baie fortifiée au nord-ouest de l'île Bonaparte, île française du sud-ouest de l'océan Indien aujourd'hui connue sous le nom de La Réunion.
Lancée le 20 septembre, l'attaque consista en une manœuvre combinée de la Royal Navy, des Royal Marines et de la British Army, leur objectif tactique étant la prise de la frégate Caroline et des deux Indiamen qu'elle avait préalablement capturés, ancrés à l'abri dans la baie de Saint-Paul. D'un point de vue stratégique, l'opération devait par ailleurs permettre de tester la défense de Bourbon en vue d'une invasion définitive de la colonie, dont la ville de Saint-Paul, donnant sur la baie, était l'une des plus importantes localités.
Le raid prévu fut, pour les Britanniques, un succès complet. L'escadre sous les ordres de Josias Rowley put saisir l'ensemble de la flotte ennemie après avoir pris le contrôle des batteries surplombant la rade, que les défenseurs de la localité furent incapables de protéger seuls. Dans la ville elle-même, certains sympathisants royalistes accueillirent favorablement les assaillants, et des entrepôts contenant des cargaisons de soie d'une grande valeur marchande brûlèrent dans un incendie dont les initiateurs furent peut-être des esclaves rebelles. Acculé, le gouverneur en place, Nicolas Ernault des Bruslys, se suicida à Saint-Denis.
Ce n'est que lorsque la principale garnison de l'île arriva en renfort que les attaquants réembarquèrent. Quelques mois plus tard, lorsqu'ils revinrent encore plus nombreux en juillet 1810, ils réussirent relativement aisément la prise de la colonie. Ceci permit la chute de l'île de France voisine et l'établissement d'une mainmise durable des Britanniques sur la route des Indes.